# Сан-Карло-ай-Катинари (титулярная церковь)
Титулярная церковь Сан-Карло-ай-Катинари (лат. Titulus Titulus Sancti Caroli ad Catinarios) — упразднённая древняя титулярная церковь, учрежденная Папой Павлом V 17 октября 1616 года вместо титулярной церкви Сан-Бьяджо-дель-Анелло. Затем эта титулярная церковь была упразднена Папой Урбаном VIII на консистории от 6 октября 1627 года и передан церкви Сан-Карло-аль-Корсо. Титулярная церковь принадлежала церкви Санти Бьяджо-э-Карло-аи-Катинари, расположенной в районе Рима Сант-Эустакьо, на площади Бенедетто Кайроли, юго-западнее площади Торре-Арджентина.
Церковь, которой присвоен титул, была построена между 1611 и 1620 годами и в память о древней титулярной церкви, которая была посвящена Святым Бьяджо и Карло.

## Список кардиналов-священников титулярной церкви Сан-Карло-ай-Катинари
- Оттавио Бельмосто — (17 ноября 1616 — 16 ноября 1618, до смерти);
- Луиджи Каппони — (5 мая 1621 — 2 мая 1622, назначен кардиналом-священником Сан-Пьетро-ин-Винколи);
- Джованни Дольфин — (23 августа — 25 ноября 1622, до смерти).